# Een kat tussen de duiven
Een kat tussen de duiven (Engels: Cat Among the Pigeons) is een detective- en misdaadroman uit 1959 van de Britse schrijfster Agatha Christie. 
Het verhaal werd initieel uitgebracht in zes delen in het Britse tijdschrift John Bull van 26 september (volume 106, nummer 2771) tot 31 oktober 1959 (volume 106, nummer 2776), met illustraties van Fancett. Het boek werd op 2 november 1959 voor het eerst gepubliceerd door de Collins Crime Club in Groot-Brittannië en in maart 1960 door Dodd, Mead and Company in de Verenigde Staten. De Nederlandstalige versie werd uitgebracht in juni 1960 door Luitingh-Sijthoff, nadat het in februari, maart en april te lezen was geweest in feuilletonvorm in het Algemeen Handelsblad.

## Verhaal
Een revolutie in het Midden-Oosten blijkt onverwachte gevolgen te hebben wanneer een lerares vermoord wordt in een dure Engelse meisjeskostschool. Het wordt al snel duidelijk dat de dader gezocht moet worden onder docenten en leerlingen. Een van de leerlingen besluit de hulp van Belgische detective Hercule Poirot in te roepen. Zelfs voor Poirot blijkt de moordzaak moeilijker dan gedacht.

## Adaptaties
- Op 21 september 2008 werd het verhaal uitgebracht in het 11de seizoen van de Britse misdaadserie Agatha Christie's Poirot, met verscheidene wijzigingen.[3]
- Het verhaal Le chat et les souris van seizoen 1 van de Franse televisieserie Les Petits Meurtres d'Agatha Christie (2009-2012) is gebaseerd op het boek.